# Šport u 1950.
◄◄ | ◄ | 1947. | 1948. | 1949. | 1950.  | 1951. | 1952. | 1953. | ► | ►►
Arhitektura • Astronautika • Astronomija • Biologija • Film • Fotografija • Glazba • Kazalište • Kemija • Kiparstvo • Knjige • Književnost • Kršćanstvo • Meteorologija • Medicina • Planinarstvo • Politika • Pravo • Promet • Slikarstvo • Strip • Šport • Televizija • Znanost • Zrakoplovstvo • Željeznički promet
Šport u 1950.

## Svijet

### Natjecanja
- 24. lipnja do 16. srpnja – Svjetsko prvenstvo u nogometu u Brazilu: prvak Urugvaj
- 22. srpnja – Odmah poslije nogometno SP u Brazilu, na kongresu FIFA-e, potvrđeno je da prvo poslijeratno svjetsko nogometno prvenstvo u Europi dobije neutralna Švicarska. Odluka o domaćinstvu donesena je i zbog proslave pedesete godišnjice osnutka FIFA-e koja je od 1923. godine imala sjedište u Zürichu.
- 22. listopada. do 3. studenoga – Svjetsko prvenstvo u košarci u Argentini: prvak Argentina

#### Kontinentska natjecanja

##### Europska natjecanja
- Od 20. do 27. kolovoza – Europsko prvenstvo u vaterpolu u Beču u Austriji: prvak Nizozemska

### Osnivanja
- Stade Brestois 29, francuski nogometni klub

## Hrvatska i u Hrvata

### Osnivanja
- HŠK Posušje, bosanskohercegovački nogometni klub

## Vanjske poveznice
|  | Zajednički poslužitelj ima još gradiva o temi Šport u 1950. |